# イケメン合衆国
『スリルな夜 イケメン合衆国』（スリルなよる いけめんがっしゅうこく）は、2007年7月6日から2008年3月14日までフジテレビ系列（テレビ宮崎を除く）で毎週金曜日の23:00-23:30（テレビ大分は毎週木曜日の25:29-25:59に遅れ放送）（JST）に放送されていたバラエティ番組である。
『スリルな夜』の第2シリーズ。実質的にはドラマ枠だった『スリルな夜』のドラマが第1シリーズのみで打ち切りになったことによる穴埋め番組。

## 番組概要
さまざまなジャンルの"男前"、すなわち"イケメン"がスタジオに集結し、女性ゲストと共にトークを繰り広げる。番組内の紹介は「ハンカチ王子やハニカミ王子などのブームに乗っかって、とりあえずイケメンを出しておけば視聴率がとれるのではないかという画期的な番組」であり、事実、サスペンスコメディドラマだった前シリーズより視聴率が改善された。セットはギリシャ時代のイメージである。
番組のメインとなる企画「イケメン自宅検証」では、女性ゲストの自宅の部屋をスタジオ内に忠実に再現し、女性ゲストが自宅でどのような生活をしているのか女性ゲストとおぎやはぎの矢作兼がリポートする。元々はドラマを制作する予定だったものを中止し企画変更したため、一般的なバラエティ番組より比較的予算が潤沢だったことから出来た企画も言われている。自宅再現のためのセットは元々ドラマで使う予定だったものが一部流用されていた。

## 出演者

### 司会
- 矢作兼（お笑い芸人、おぎやはぎ） - 心のイケメン
- 倉田大誠（フジテレビアナウンサー） - アナウンサーイケメン ※2007年7月6日-9月28日
- 佐々木恭子（フジテレビアナウンサー） ※2007年10月26日-

### イケメンバー

#### レギュラー
- 山田親太朗（モデル、俳優、山田優の実弟） - シーサーイケメン
- 綾部祐二（お笑い芸人、ピース） - 若手芸人イケメン

#### 常連出演
- 徳井義実（お笑い芸人、チュートリアル） - 妄想イケメン #1,2,3,4,7,8,12,13,14
- 後藤輝基（お笑い芸人、フットボールアワー） - ぎりぎりイケメン #1,2,3,4,7,8,9,10,11,12,13,14
- 井澤勇貴（歌手、タレント） - 思春期イケメン #3,4,5,6,7,10,11,12,13,14
- 渡部建（お笑い芸人、アンジャッシュ） - エンタイケメン #5,6,9,10,11,14
- 川島明（お笑い芸人、麒麟） - 低音イケメン #1,2,6,12,13
- ジョンミン（歌手、SS501） - 韓流イケメン #6,10,11,16,17,18

#### ゲストパネラー
- 細川茂樹（俳優） - 仮面ライダー響鬼イケメン　別の愛称は中年イケメン #1,2
- 瀬戸康史（D-BOYS） - 仮面ライダーキバイケメン　別の愛称は王子様イケメン #1,2,5,6,14
- 外山啓介（ピアニスト） - ピアニストイケメン #1,2,4
- SE7EN（歌手） - ハングルイケメン #3,4
- 近藤裕希（お笑い芸人、バース(出演時はブルースタンダード)） - 無名芸人イケメン #3
- 東幹久（俳優） - 黒バブルイケメン #3,4,9
- 黒沢年雄（俳優） - スプーン曲げイケメン #5,8,13
- 保阪尚希（俳優） - 出家イケメン #5
- 上地雄輔（俳優、タレント） - 松坂イケメン #5
- 石原良純（俳優、タレント、気象予報士） - 天パーイケメン #6,10,11
- 林剛史（俳優） - デカブルーイケメン #6
- 梅宮辰夫（俳優） - 漬け物イケメン #7
- 萩原流行（俳優） - カウボーイイケメン #7
- 載寧龍二（俳優） - デカレッドイケメン #7
- 佐藤弘道（タレント） - お兄さんイケメン #8
- 森本亮治（俳優） - 仮面ライダー剣イケメン #8
- 古屋敬多（歌手、Lead） - Leadイケメン #8
- 渡辺徹（俳優） - 郁恵イケメン #9
- 津田寛治（俳優） - 脇役イケメン #10,11
- 吉村崇（お笑い芸人、平成ノブシコブシ） - 脇鳴らしイケメン #10,11
- 関根勤（タレント） - 輪島イケメン #12
- 梅田直樹（モデル） - ポップティーンイケメン #12
- 中土居宏宜（歌手、Lead） - Leadイケメン #13,14
- 高田純次（タレント）- 適当イケメン #14
- 半田健人（俳優、タレント） - 仮面ライダー555イケメン　別の愛称はうんちくイケメン #14

### 女性ゲスト
- 第1回：西川史子
- 第2回：SHEILA
- 第3回：千野志麻
- 第4回：菊川怜
- 第5回：上原さくら
- 第6回：山瀬まみ
- 第7回：杉田かおる
- 第8回：夏木マリ
- 第9回：水川あさみ
- 第10回、第11回：ギャル曽根
- 第12回：松本伊代
- 第13回：池波志乃
- 第14回：小林幸子
- 第15回：森三中
- 第17回：早見優
- 第18回：うつみ宮土理
- 第20回：辺見えみり
- 第24回：秋野暢子
- 第26回：堀ちえみ
- 第27回：羽野晶紀
- 第29回：佐田真由美
- 第30回：エド・はるみ
- 第31回：山川恵里佳
- 第33回：マリエ

### 男性ゲスト
- 第16回：高田延彦
- 第18回：キュジョン（SS501）、美川憲一
- 第19回：ピーター
- 第21回、第22回：郷ひろみ
- 第23回：梨元勝
- 第28回：高須克弥
- 第31回：モンキッキー
- 第32回：ルー大柴

## スタッフ
- 構成：石原健次、桜井慎一、渡辺真也、白鳥修
- SW：小川利行
- カメラ：横山政照
- VE：山下悠介
- 音声：森田篤
- 照明：川田敦史
- 音響効果：大久保吉久（3×7）
- VTR編集：太田友康
- MA：吉田肇
- 美術プロデューサー：大坊雄二
- 美術デザイン：鈴木賢太
- 美術進行：林勇
- 大道具：瀬名波康之
- 装飾：門間誠
- 衣裳：山田斉
- メイク：宮崎香
- 持道具：成田千絵
- 電飾：林将大
- アクリル装飾：斉藤祐介
- 生花装飾：牧島美恵
- 視覚効果：中溝雅彦
- 編成：坪田譲治、中島寛朗
- タイムキーパー：菅原洋子
- AP：菅沼明子
- ディレクター：渡辺琢、大森亮平
- チーフディレクター：神尾昌宏
- プロデュース：江本薫
- 演出・プロデュース：伊藤征章
- 技術協力：ニユーテレス、FLT、IMAGICA
- 制作：フジテレビバラエティ制作センター